# Ocupação chilena de Antofagasta
A ocupação chilena de Antofagasta é o conjunto de fatos de natureza militar e política ocorridos durante os meses de fevereiro e março de 1879 que levaram ao controle militar e político, pelo Chile, do Departamento do Litoral, então pertencente à Bolívia. É a primeira campanha militar no âmbito da Guerra do Pacífico.
Após a imposição de um imposto de 10 centavos por 100 kg de nitrato exportado pela Companhia de Salitre e Ferrovia de Antofagasta (CSFA), apesar da proibição expressa de novos aumentos de impostos para empresas e chilenos no Tratado de 1874 entre a Bolívia e o Chile, a CSFA recusou-se a pagar e, após um ano de tentativas infrutíferas de solução, o governo boliviano de Hilarión Daza rescindiu as licenças de exploração, confiscou os ativos da empresa e os colocou em leilão para 14 de fevereiro de 1879. Ao tomar conhecimento desta medida em 11 de fevereiro, o governo chileno, de Aníbal Pinto Garmendia, considerou terminadas as negociações e rompido o tratado de fronteira, ordenando nesse mesmo dia a reclamação dos territórios ao sul do paralelo 23 ° S, cujos direitos o Chile havia renunciado nos tratados de 1866 e 1874 em troca de certos direitos econômicos.
A ocupação do porto de Antofagasta foi realizada em 14 de fevereiro de 1879 e em poucos dias as cidades de Mejillones e Caracoles, ambas ao sul do paralelo 23° S, estavam sob controle chileno sem resistência e com o apoio da população local.
Em 22 de fevereiro, uma delegação peruana chefiada por José Antonio de Lavalle deixou Callao para mediar entre a Bolívia e o Chile, que durou até o final de março, mas não teve sucesso. Em 1º de março, o presidente boliviano Hilarión Daza declarou guerra ao Chile, interrompendo o comércio com o Chile, alistando tropas de reserva, expulsando todos os chilenos que residiam na Bolívia e confiscando seus bens.
Após esse decreto e, para evitar o uso dos portos do Pacífico ou concentrações militares na região, o governo chileno ordenou a ocupação militar do restante do Departamento do Litoral, ou seja, até o rio Loa, que fazia fronteira com o Peru. As cidades de Tocopilla (porto), Cobija (porto) Calama e San Pedro de Atacama foram ocupadas por tropas chilenas. O Chile não reivindicou direitos sobre a região e pediu aos funcionários bolivianos que continuassem suas funções sem intervir em assuntos militares. Durante o avanço militar na área, a Batalha de Topáter aconteceu no dia 23 de março.
Após o fracasso das negociações diretas, da mediação peruana e da rejeição peruana de uma declaração imediata de neutralidade, o Chile declarou guerra ao Peru e à Bolívia em 5 de abril de 1879. Cronologicamente, a ocupação está no início da Guerra do Pacífico, embora não é considerada sua causa primária.